# Педурень (Ошешть, Васлуй)
Педурень, Педурені (рум. Pădureni) — село у повіті Васлуй в Румунії. Входить до складу комуни Ошешть.
Село розташоване на відстані 281 км на північ від Бухареста, 27 км на північний захід від Васлуя, 42 км на південь від Ясс.

## Населення
За даними перепису населення 2002 року у селі проживали 339 осіб, усі — румуни. Усі жителі села рідною мовою назвали румунську.